# Koldinghus Len
Koldinghus Len bestod i senmiddelalderen af Brusk Herred, Jerlev Herred og Holmans Herred samt halvdelen af Andst Herred. Lensmanden havde sæde på Koldinghus.
Kong Valdemar Atterdags mundskænk og formentlig også rigsråd, Henning Meinstrup, der efter kongens død havde holdt med mecklenburgerne og opholdt sig i Holsten, var allerede før 1389 taget til nåde igen og var i en periode lensmand på Koldinghus. Fra 1390 – 1396 var den sønderjyske væbner Johannes Thommesen Lindenov lensmand. Han afløstes af Mogens Munk, som fik Koldinghus og Rosborg 1406, men døde allerede 1410. Mogens Munk efterfulgtes af svigersønnen Claus Joensen Lange, som kendes 1419-23. Flensborgs mangeårige forsvarer Morten Jensen Gyrstinge er måske flyttet til Koldinghus allerede straks efter Flensborgs overgivelse i 1431; i hvert fald er han høvedsmand her i 1437 og sandsynligvis endnu under bondeoprøret 1439, hvor han nævnes i "bondebestemmelserne" i traktaten mellem rigsrådet og Hertug Adolf (søn af Grev Gerhard). Han afløstes på Koldinghus af den nye hofmesters søn og nyslåede rigsråd, Niels Eriksen Gyldenstjerne.
I 1557, blev Hønborg len ved kongelig befaling lagt ind under Koldinghus Len.